# Charlotte Amalie

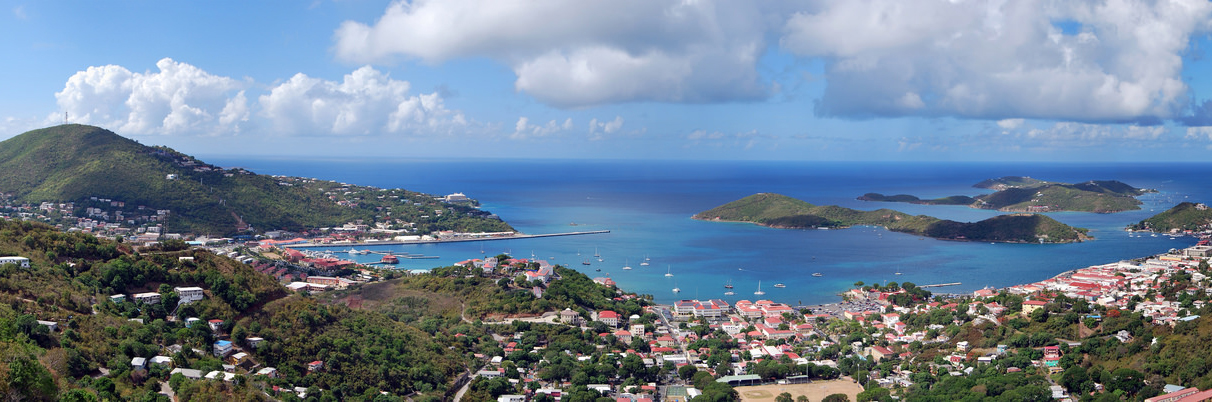
Charlotte Amalie

Charlotte Amalie és la capital i la ciutat més gran del territori de les Illes Verges Nord-americanes que pertany als Estats Units. El 2010 la població censada era d'uns 18.481 habitants.
Charlotte Amalie està situada a la banda sud de l'illa de Saint Thomas. Disposa d'un port natural que fou un paradís per als pirates i que avui és una important escala per als vaixells que fan creuers pel Carib.
La ciutat s'anomenà Charlotte Amalie en honor de la reina Carlota Amàlia (1650-1714), consort del rei Cristià V de Dinamarca.
L'illa de Saint Thomas fou una possessió danesa del 1672 fins al 1917.